# Конотопський класичний фаховий коледж СумДУ
Конотопський класичний фаховий коледж Сумського державного університету (КФК СумДУ або Політех) — заклад вищої освіти України І рівня акредитації в Конотопі, входить до складу Конотопського інституту СумДУ. Один із найстаріших закладів освіти Конотопа, один із перших закладів залізничної освіти України. Заснований 1890 року.

## Історія

### Заснування та розвиток
Історія закладу освіти як осередку освіти, технічної творчості, духовності нерозривно пов'язана з історією розвитку залізничного транспорту (зокрема, з будівництвом спочатку Курсько-Київської, а потім Воронезько-Києво-Московської залізниці), з історією Конотопа й України.
Заснований 20 серпня 1890 року як трирічне Технічне залізничне училище з підготовки спеціалістів-техніків для обслуговування потреб приватної Києво-Воронезької залізниці (машиністів паровозів, дорожніх майстрів, чергових по станції, майстрів із ремонту паровозів і вагонів, старших телеграфістів).
Основні етапи реформування навчального закладу: 20 серпня 1890 р. — трирічне нижче Технічне залізничне училище; 1917 р. — середньотехнічне залізничне училище з 4-річним терміном навчання; 1919 р. — технікум шляхів сполучення; 1920 р. — транспортна профтехшкола з тягової, а з 1924 р.– із будівельної спеціальності; 1931 р. — навчальний комбінат, при якому функціонують: денне і вечірнє відділення, школа ФЗУ, вищі інженерні курси; 1937 р. — технікум Міністерства Шляхів Сполучення; 1954 р. — будівельний технікум транспортного будівництва; 1991 р. — будівельний технікум підпорядковується Міністерству освіти України, 1997 р. — Конотопський Політехнічний технікум, створений  шляхом об'єднання Конотопського будівельного та Конотопського електромеханічного технікумів (відкритий у грудні 1980 р.); 01.09. 2001 р. наказом МОН України № 647 Конотопський політехнічний технікум увійшов до структури СумДУ (на його базі створений Конотопський інститут Сумського державного університету). 

### Сьогодення
Політехнічний технікум сьогодні — це ЗВО І рівня акредитації, що здійснює підготовку фахівців за 8 спеціальностями: «Будівництво, обслуговування і ремонт залізничних колій», «Будівництво та експлуатація будівель і споруд», «Будівництво, експлуатація і ремонт автомобільних доріг та аеродромів», «Технологія обробки металів на верстатах та автоматичних лініях», «Виробництво електронних та електричних засобів автоматизації», «Організація виробництва», «Обслуговування комп'ютерних систем і мереж», «Землевпорядкування». Кожна спеціальність ліцензована та акредитована ДАК Міністерства освіти і науки, молоді та спорту України: ліцензія АЕ № 270230 від 10.04.2013 р., сертифікати про акредитацію: НД-І № 1940735 від 13.09.2010 р., НД-І № 1940734 від 13.09.2010 р., НД-І № 1940736 від 13.09.2010 р., НД–І № 1940732 від 13.09.2010 р., НД-І № 1940733 від 13.09.2010 р., НД–І № 1954284 від 26.06.2012 р., НД–І № 1940737 від 13.09.2010 р. на підготовку молодших спеціалістів.
Авторитет вузу ґрунтується на органічному поєднанні найкращих традицій та бажанні відповідати вимогам часу. За всі роки існування склалася розвинена інфраструктура — 2 навчально-лабораторні корпуси, 2 гуртожитки (загальна площа, що використовується, становить площа приміщень для занять студентів становить загальна площа на одного студента денної форми навчання становить 27,9 м2/студ., на одного студента по приведеному контингенту — 26,3 м2/студ., а на одну одиницю ліцензованого обсягу — 54,7 м2/студ. Навчальна площа на одного студента денної форми навчання становить 15 м2/студ., на одного студента по приведеному контингенту — 14,2 м2/студ., а на одну одиницю приведеного ліцензованого обсягу — 29,5 м2/студ.). Для підготовки студентів активно використовується матеріальна база підприємств, установ та організацій, що дозволяє посилити теоретичну підготовку та поглибити практичні навички студентів, а також більш поширено враховувати потреби роботодавців у підготовці фахівців. До участі в навчальному процесі залучаються провідні фахівці підприємств.
Контингент студентів Політехнічного технікуму КІ СумДУ становить близько 1000 осіб (на денному та заочному відділеннях). Навчально-виховний процес у технікумі здійснюється висококваліфікованими фахівцями, зі значним досвідом роботи, науковими здобутками та яскравим педагогічним талантом, котрі своєю щоденною плідною працею примножують досягнення рідного закладу. Серед них 57 % педагоги вищої та І категорії, два відмінники освіти України.
Плідною й результативною на сьогоднішній день є співпраця з університетами, випускники технікуму мають можливість продовжити навчання у Сумському державному університеті, Конотопському інституті Сумського державного університету, Харківській державній академії залізничного транспорту, Харківській академії комунального господарства, Дніпропетровському державному технічному університеті залізничного транспорту  та інших ВНЗ.
У закладі створено всі умови для розвитку студента як гармонійної особистості: діють предметні гуртки, колективи художньої самодіяльності, спортивні секції, видається власна газета «ПоліТех» (Свідоцтво про реєстрацію друкованого засобу масової інформації СМ № 449 від 17.10.2005), є можливість проявити себе через діяльність студентського самоврядування та волонтерську роботу. Студенти технікуму гідно представляють рідний навчальний заклад у спортивних змаганнях, олімпіадах і конкурсах наукового й творчого спрямування, культурно-мистецьких фестивалях.
До послуг студентів і викладачів сучасна бібліотека, яка налічує понад 100000 примірників; спортивна, актова  зали; молодіжний центр; чотири комп'ютерні класи, власна автоматична телефонна станція, розвинена локальна електронна мережа. Створено сайт Політехнічного технікуму, забезпечено безпровідний доступ до Інтернету, обладнані автоматизовані робочі місця в читальній залі бібліотеки, створено електронну методичну бібліотеку технікуму.
Предметом особливої гордості Політеху є сучасний, оновлений до 120-річного ювілею, музей історії навчального закладу (відкриття — 08.10.2010 р.). На сьогоднішній день музей не лише відображає славетний шлях навчального закладу на освітянській ниві, його понад вікову історію, він є потужним центром патріотичного виховання молоді, науково-дослідної, краєзнавчої й пошукової роботи, осередком культури і духовності.

## Персоналії

### Керівники навчального закладу
1. Третяков М. Ф. (1.06.1890 — 20.12.1892)
2. Вільгельмінін А. І. (20.12.1892 — 2.10.1899)
3. Банківський Ю. А. (2.10.1899 — 3.03.1906)
4. Точиський Л. А. (3.03.1906 — 1.09.1912)
5. Дирда І. І. (1.09.1912 — 1.08.1918)
6. Маврин (1919—1919) — тимчасово виконував обов'язки начальника технікуму
7. Холоднов І. А. (1919—1924)
8. Макарський М. М. (1924—1929)
9. Ренський Б. М. (1929—1931)
10. Слиськой П. С. (1931—1933)
11. Котляр (1933—1934) — тимчасово виконував обов'язки начальника технікуму
12. Жаріков М. М. (1934—1937)
13. Хайкін (1937—1938) — тимчасово виконував обов'язки начальника технікуму
14. Потоцький Г. Т. (1938—1940)
15. Автухов П. Г. (1940—1947)
16. Срочко М. П. (1947—1979)
17. Прокопець В. А. (1979—1988)
18. Гончаренко І. М. (1988—1998)
19. Бібик В. В. (1998—2004)
20. Заїка О. С. (2004 — 30.11.2007)
21. Гребеник Т. В. (01.12.2007; перша жінка-директор в історії навчального закладу)

### Видатні випускники
- Андрейченко Максим Павлович (1992—2014) — солдат Збройних сил України, учасник російсько-української війни.

За період свого існування навчальний заклад підготував близько 25 тисяч фахівців будівельних, технічних та інших спеціальностей. Золотими літерами в історію вкарбовані імена випускників різних років, які стали добре знаними й відомими далеко за межами м. Конотоп: Шелест О. Н. (випускник 1896 р.) — видатний вчений у галузі теплобудування та машинобудівництва, Заслужений діяч науки і техніки, Лауреат Державної премії СРСР, доктор технічних наук, професор  МВТУ ім. Баумана; Беляєв О. В. (випускник 1910 р.) — доктор технічних наук, професор Московського державного університету ім. Ломоносова; Ляшенко В. І. (випускник 1924 р.) — доктор фізико-математичних наук, професор Київського національного університету ім. Тараса Шевченка, Лауреат Державної премії України в галузі науки і техніки; Смілянський Л. І. (випускник 1924 р.) — відомий український письменник, драматург, сценарист, громадський діяч; Кімстач А. К. — двічі Герой соціалістичної праці, начальник Закавказької залізниці, Хричиков О. М. (випускник 1926 р.) — головний конструктор тепловозів, Лауреат Державної премії СРСР, Воронов В. У.  (випускник 1935 р.) — учасник Великої Вітчизняної війни, Герой Радянського Союзу, учасник історичного Параду Перемоги 1945 р., Балюк І. Ф. (випускник 1937 р.) — учасник Великої Вітчизняної війни, Герой Радянського Союзу, льотчик-винищувач, Чернега Д. Ф. (випускник 1948 р.) — відомий учений у галузі металургії та фізико-хімічних процесів металургійних систем, член-кореспондент НАН України, професор Національного Технічного Університету України  «Київський політехнічний інститут», доктор технічних наук, заслужений працівник вищої школи України, засновник і незмінний завідувач кафедри фізико-хімічних основ технології металів інженерно-фізичного факультету, Цвіт А. (Дупляк А. П.) — відома поетеса, член Національної Спілки  письменників України; Борошнев В. О. — відомий історик, художник, краєзнавець.
Тисячі випускників закладу й сьогодні своєю працею, вірністю обраній спеціальності створюють його ім'я, імідж, продовжують славні традиції. Зустрічаємо їх не лише на об'єктах будівництва й експлуатації залізниць, автомобільних доріг, на заводах і підприємствах, на кафедрах вищих навчальних закладів, але й на таких посадах, які далеко виходять за межі спеціальності, здобутої в технікумі.